# Ernest Depas
Ernest Depas   (Lieja, 2 de desembre de 1809 - Levallois-Perret, 23 de febrer de 1889), fou un violinista i compositor belga.
A més de nombrosos arranjaments, fantasies, transcripcions, trios, quartets, nocturns, capricis, com per exemple:
- 20 études caractéristiques pour violon, Op.109
- Le carnaval de Venise
- Nuit d'été, Op.119
- 40 Études dans différents styles, Op.118
- Le progrès, Op.124
- Piano Trio No.10, Op.135

A més, és autor de les obres didàctiques: Méthode complète de violon, École Elémentaire du style moderne, Études de mecanisme, Le Dècameron des jeunes violonistes, i École italienne du style moderne.